# بيل دالي (محامي)
بيل دالي (بالإنجليزية: Bill Daly)‏ هو محامي أمريكي، ولد في 1 مايو 1964.